# ダンプカー
ダンプカー（和製英語: dump car）、ダンプトラック（英語: dump truck）は、荷台を傾けて積荷を一度に下ろすための機械装置を備えたトラック。主に土砂や産業廃棄物などを運搬するために用いられる。ダンプとも略される。

ダンプ（dump）とは、「（荷物などを）どさっと下ろす」という意味の英語であり、土砂を排出する様子がこれに合致することからこの名がついている。なお、英語の dump car は主に鉄道車両を意味し、自動車は dump truck と呼ぶことが多い。
鉄道の貨車でダンプカーのように荷台を傾けることができ、土砂を輸送することを主目的にした車両は土運車と呼ばれる。

## 機構
荷台を油圧シリンダの伸長する動作で傾け、重力により土砂を排出する構造になっている。様々な分類方法がある。以下に各種の分類方法を示す。なお、荷物を積む箱状の部分を「ベッセル」という。

### 形態による分類
一般公道を走行可能な「普通ダンプトラック」と、鉱山やダム建設などの大規模工事現場など向けの「重ダンプトラック」に分かれる。

#### 普通ダンプトラック
一般公道を走行することを前提として、トラックのシャシに荷台を架装し、平坦地での走行性能を保つ形態に設計されている。
街中で一般的に見かけるダンプトラックの最大積載量は、小型が概ね850kg - 4,9トン、中型が概ね3 - 8トン、大型でGVW20トンクラスが9トン程度、GVW22トンクラスで11トン程度、少数派ではあるがGVW25tクラスで13トン程度である。GVW20トンクラスでもシャシ自体が軽量な中型ベースの3軸車(FQ/GK/FVZ/PW)で最大積載量12トンを超える車両もある。また、更に小さな、軽自動車の規格に合致する最大積載量350kg以下の車両もある。普通ダンプトラックの場合、荷台容積が最大積載量÷1.6を超える場合は土砂の運搬ができない（この場合土砂禁ダンプとなり、自動車検査証には「積載物品：土砂以外」と記載される）。土砂運搬ダンプに固定された「差し枠」を取り付けることは違法行為である。なお、1999年の規制緩和により土砂運搬型で牽引タイプのダンプトレーラー(最大積載量28トン程度)が法律上認められる事となった。

#### 重ダンプトラック
「オフロードダンプトラック」とも。一般公道を走行せず、専らダム建設等の大規模土木工事現場内や鉱山などの作業用として用いる。積載量は20トンから300トンを超えるものもある。全長に対してホイールベースが短く、タイヤ径も非常に大きい。
なお、「ダンプトラック」という用語はマイニング業界およびメーカーの間では一般的ではない。この種のオフロード車両は米国では「ホウルトラック」(haul truck)、また欧州では「ダンパー」(dumper)と呼び、一般道路を走行する「ダンプトラック」とは明確に区別している。
業界最大級のオフロードダンプトラックとしては、「ベラーズ・75710」（ベラルーシ）、「リープヘル・T282B」（ドイツ）、「ビサイラス・MT6300AC」および「キャタピラー・797F」（アメリカ）があり、最大積載量は、ベラーズ・75710が450トン（500米トン）、その他が362トン（400米トン）である。これらの鉱山用超大型ダンプトラックの多くは、ディーゼルエンジンで発電し、車軸に内蔵した直流モータあるいは交流モータを駆動させるディーゼル・エレクトリック駆動方式を採用している。「キャタピラー・797シリーズ」は例外で、一般車両と同じくトルクコンバータと遊星歯車機構からなる7速オートマチックトランスミッション（ステップAT）を採用している。
上記以外にオフロードダンプトラックを製作するメーカーとしては、日本の小松製作所や日立建機、ボルボ建設機械、DAC（Romanグループ、ルーマニア）などがある。

### 荷台の構造による分類
荷台を後方に傾ける方式のものが一般的である。これをリヤダンプという。このほかに、荷台を左右側面に傾ける方式のサイドダンプや、ピンの組み換え等で後方にも左右にも傾けることのできる三転ダンプ、高所へ積荷を下ろせるリフトダンプもある。
また、アオリ（ゲート）の形状により、一般的な下開き形のほか、開口面積の大きい上開き形などがある。特殊な形状事例ではアオリがなく、後部に傾斜がつけられたスクープエンド形もある。
普通、ダンプトラックではリンク機構併用の油圧シリンダーで荷台を上下させるのが一般的であるが、重ダンプトラックの場合はリンク機構がなく、シリンダーで直接荷台を操作する。動力はPTO経由で供給される（軽トラックベースのダンプは電動油圧式が多い。ダイハツ・ハイゼットのダンプは、軽ダンプでは唯一PTO方式がラインナップされている）。
荷役以外では、空荷で駐車する場合、荷台に雨水や雪が溜まらないよう、持ち上げたままエンジンを切ることもできる。

### 舵取り機構による分類

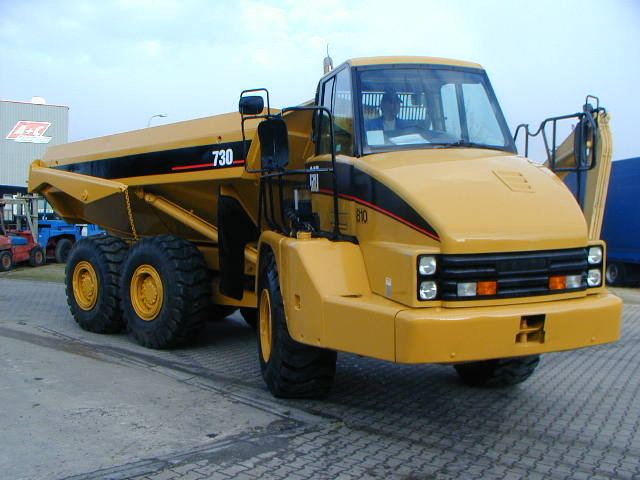
関節式の操舵
（キャタピラー・730）

一般的な自動車と同様に、前輪で舵をとるものをリジッドフレーム式といい、フレーム（車体）自体が屈曲して舵をとるものをアーティキュレート（関節）式という。アーティキュレート式は関節部がねじれ方向の動き（ローリング）に対応することで、不整地でもタイヤが浮くことが無く、高い走破性を確保している。

## 製造
普通、ダンプトラックは自動車メーカーがフレームに、エンジン・変速機・懸架装置・キャブ（用途によってはキャブ無しで出荷）を組み付けた、いわゆる「キャブシャシ」（キャブ無しはローリングシャシ）を製造し、架装業者が車体（荷台）と荷台装置部分を製造する。重ダンプトラックは、それぞれのメーカーで一貫して製造される。

### 主なダンプカー製造業者
- 架装業者
  - 新明和工業
    - 東邦車輛（旧・東急車輛製造）

  - 極東開発工業
  - 小平産業
- 重ダンプトラック製造業者
  - 小松製作所
  - 日立建機
  - キャタピラー
  - ボルボ建設機械
  - リープヘル
  - オートカー
  - パシフィック

## 車両番号
日本では、土砂等を運搬する大型自動車による交通事故の防止等に関する特別措置法（通称：ダンプ規制法）により、大型自動車に分類される普通ダンプトラック（公道を走行するもの）については、荷台に所定の表示番号を表示することが義務付けられている。
この番号には、管轄する運輸支局、経営する事業の種類（丸囲みの漢字1文字）、および車両固有の番号の情報が含まれている。事業の種類は、運送業の「営」、建設業の「建」、砂利販売の「販」など7種類に分類される。一例として、冒頭画像の日本通運の車両には、荷台のあおり板に「北見（営）8040」と記載されている。
このダンプトラックの車両番号は、車両の登録番号（ナンバープレートに表示されている番号）とは別のものである。公道を走行するには、ナンバープレートの取得と表示も必須である。